# Einmusika Recordings
Einmusika Recordings ist ein House-Label mit Sitz im Berliner Bezirk Kreuzberg.

## Geschichte
Das Label Einmusika Recordings wurde im Jahr 2006 von dem deutschen DJ Einmusik gegründet. Es firmiert als Getting Closer GmbH.
Neben Veröffentlichungen auf Vinyl-Schallplatten bringt Einmusika vor allem Digitalveröffentlichungen heraus, dabei mitunter auch Künstleralben und EPs.

## Rezeption
Das Label erreichte mit Veröffentlichungen die Beatport TOP 100 Charts in den Genres Tech House und Techno. Besondere Bekanntheit erlangte hierbei der Mitbegründer Einmusik, der die meisten seiner Produktionen über Einmusika Recordings vermarktet.

## Künstler mit Veröffentlichungen
- Definition
- Dirty Doering
- Einmusik (Gründer)
- Jonas Saalbach
- Julian Wassermann
- Lexer
- Marcus Meinhardt
- Ron Flatter
- Sébastien Léger
- Stil & Bense
- Midas 104